# Fort de Maizeret
Fort de Maizeret – mały, trapezoidalny fort pancerny, projektu gen. Brialmonta, będący częścią pierścienia fortów twierdzy Namur (fr. Region Fortifiee de Namur).
Fort położony na wzgórzu o wys. 190 m n.p.m., 6,85 km od centrum, broniący południowych podejść do miasta wraz z odległym o 5,95 km fortem d’Andoy, a z leżącym w tej samej odległości, ale na drugim brzegu Mozeli Fortem de Marchovelette doliny rzeki na wschód od miasta, mostu Nameche oraz linii kolejowej i szosy do Liège.
Fort o narysie trapezoidalnym, o załamanej linii koszar szyjowych, które tworzyły dwa półbastiony z parą dział 57 mm każdy, do obrony tylnej fosy; jedno takie działo broniło bezpośrednio bramy fortu. Fosa, o stoku spłaszczonym i stromej, murowanej przeciwskarpie, broniona przez dwie kaponiery rewersowe (czyli umieszczone w przeciwskarpie) w załamaniach fosy, po przeciwnej stronie fortu niż brama główna; zdwojona kaponiera uzbrojona była dwie pary armat kal. 57 mm, a kaponiera pojedyncza – w jedną. Do obrony bliskiej służyły ponadto 3 armaty tego samego kalibru, umieszczone w obrotowych, wysuwanych wieżach pancernych na masywnym bloku centralnego schronu; na bloku zamontowany był też silny reflektor w wysuwanej, pancernej kopule.

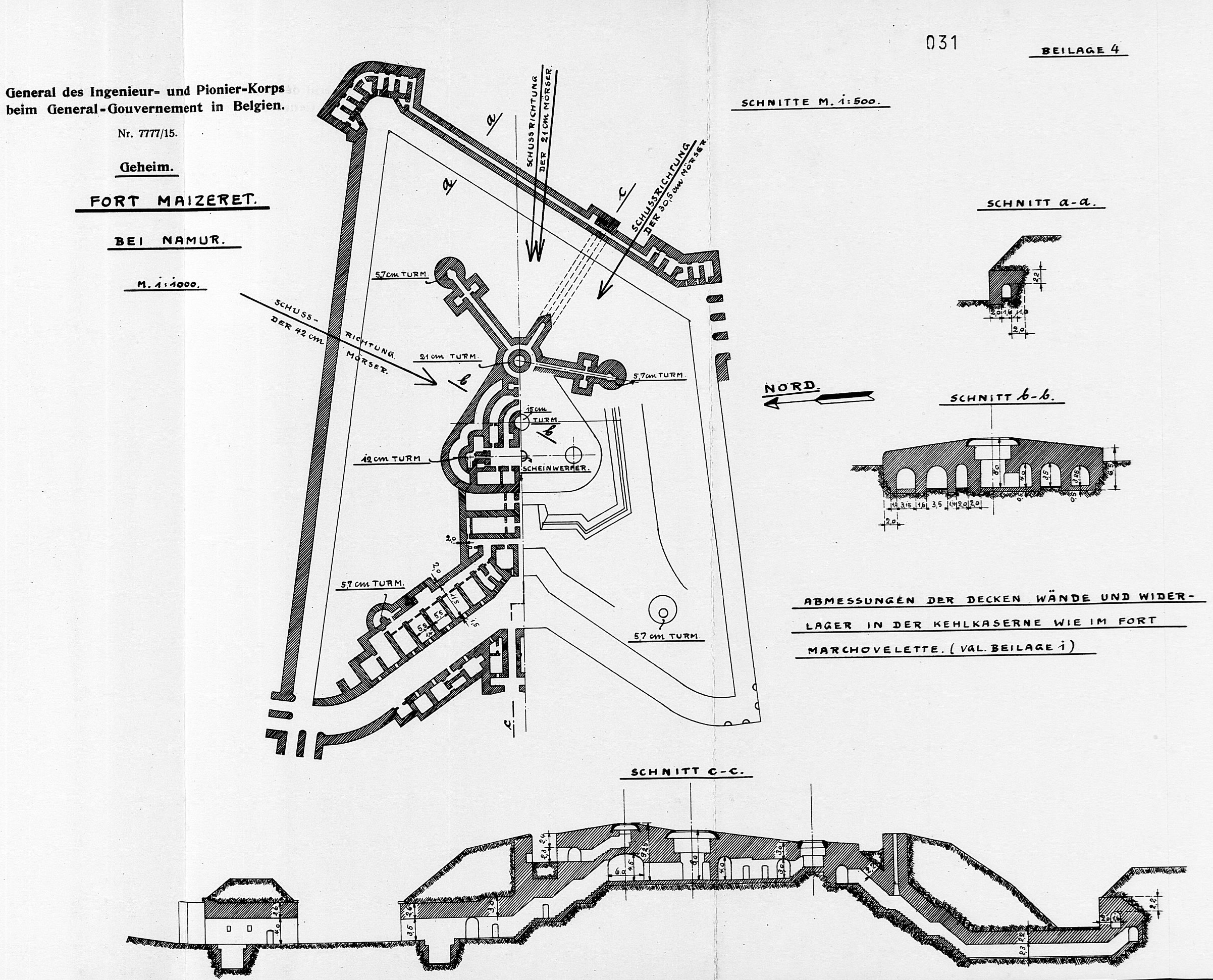
Fort de Maizaret – mały, pancerny fort Brialmonta. Oznaczenia „5,7 cm Turm”, „12 cm Turm” oznaczają wieże pancerne z działem odpowiednio 57 mm, 120 mm itp.

Na dachu schronu centralnego znajdowały się także cztery kopuł dział obrony dalekiej: w centralnej części jedna wieża z parą armat 150 mm, w tylnej części dwie wieże z pojedynczą armatą 120 mm, do prowadzenia ognia bezpośredniego. Z przodu bloku znajdowała kopuła haubicy 210 mm, do ognia pośredniego. Działa 150 mm M.1886 produkcji Kruppa, o długości lufy 3,8m i kącie podniesienia luf od -2° do +25°, miały zasięg 8,5 km. Wieża o średnicy 4,8m miała masę 224 ton i 25-osobową załogę (wraz z żołnierzami dostarczającymi amunicję z magazynów itp.). Wieża dział 120 mm miała taką samą średnicę i załogę, ale była lżejsza (188 ton). Armaty M. 1889, o długości lufy 3 i kącie podniesienia od -3° do +25°, strzelały na 8 km. Haubica 210 mm M.1889 Kruppa, o lufie 2,5 m i kącie podniesienia od -5° do +35° (zasięg ognia pośredniego 6,9 km), umieszczona była w mniejszej (3,6 m) i lżejszej (100 ton) wieży o 13-osobowej załodze. Lekkie działa 57 mm M.1889 Nordenfeldta miały lufy 1,5 m, kąt podniesienia od -8° do +10°, zasięg 300 m, a ich kopuły o średnicy 2,1 m i wadze 34 ton obsługiwało 6 ludzi.
Artyleria fortu była zgrupowana w 2. baterię artylerii fortecznej; w 1914 fortem dowodził kpt. Poncelet.
Podczas niemieckiego ataku na miasto był jednym z pierwszych zaatakowanych: od 11 rano 21 Niemcy ostrzeliwali południowy sektor z dział 150 mm i 210 mm, od czego szczególnie cierpiała piechota w okopach między fortami fort d’Andoy i de Maizaret; ogień skierowany zarówno na forty, jak i na umocnienia polowe był bardzo celny. Oba forty odniosły poważne uszkodzenia, na teren fortu de Maizeret spadło ok. 2000 pocisków kal. 150 mm i 210 mm, mimo to odpowiadał on ogniem z czynnych kopuł do słabo widocznych niemieckich baterii. 22 sierpnia fort de Maizaret został zupełnie zrujnowany: kolejne 2000 pocisków zniszczyło fort i zmusiło piechotę do opuszczenia pobliskich okopów. Do fortu strzelały najcięższe niemieckie działa kal. 420 mm i 305 mm. O 15.15 w forcie wybuchła amunicja i o godz. 17 kpt. Poncelet wyprowadził niedobitki załogi do Erpent; mimo wielkiej kolumny dymu nad fortem, świadczącej o jego zniszczeniu, artyleria oblegających nie przerwała ognia, a niemiecka piechota nie wkroczyła do fortu do godz 14.00 następnego dnia. Łącznie przeciwko fortowi wystrzelono 50 pocisków kal. 420 mm, 64 – 305 mm i aż 1506 kal. 210 mm.
W okresie międzywojennym fort został zmodernizowany, wyremontowano uszkodzone lub zniszczone kopuły, wymieniono działa 57 na 75 mm, w kaponierach zainstalowano karabiny maszynowe. Fort otrzymał cztery wieże z haubicami 75 mm, jedną z działem 105 mm i dwie z karabinami maszynowymi i moździerzem, oraz wieżę wentylacyjno-obserwacyjną. W czasie inwazji na Belgię bronił się kilka dni; otoczony 21 maja, skapitulował ostatecznie dwa dni później.